# Lương hoàng hậu (Hán Thuận Đế)
Thuận Liệt Lương Hoàng hậu (chữ Hán: 順烈梁皇后; 116 - 150), hay còn được gọi là Đông Hán Lương Thái hậu (東漢梁太后), là hoàng hậu của Hán Thuận Đế Lưu Bảo - vị Hoàng đế thứ 8 của Đông Hán trong lịch sử Trung Quốc.
Hán Thuận Đế niên thiếu giá băng, Lương hậu đăng vị Hoàng thái hậu, thực hiện lâm triều nhiếp chính liên tiếp dưới thời Hán Xung Đế, Hán Chất Đế và Hán Hoàn Đế. Trong thời gian nắm quyền, bà được đánh giá là uyên bác, lễ độ nhưng lại sai lầm khi trọng dụng anh trai là Lương Ký, dẫn đầu thế lực ngoại thích của họ Lương khiến triều chính rối ren tranh chấp.

## Thân thế
Thuận Liệt Lương hoàng hậu, húy Nạp (妠), sinh năm Diên Bình nguyên niên (106) thời Hán Thương Đế, quê quán ở Ô Thị, An Định (安定乌氏; nay là Bình Lương, tỉnh Cam Túc). Lương Nạp xuất thân danh môn, là gia tộc họ Lương hiển hách ở Ôn Thị, cũng là mẫu tộc của Cung Hoài hoàng hậu, sinh mẫu của Hán Hòa Đế. Tằng tổ Bao Thân Mẫn hầu Lương Tủng (梁竦) là sinh phụ của Cung Hoài hoàng hậu, tổ phụ Thừa Thị hầu Lương Ung (梁雍) là em trai của Cung Hoài hậu, do quan hệ thân thích nên làm đến chức Thiếu phủ (少府). Phụ thân Lương Thương (梁商), lãnh chức Hoàng môn Thị lang (黄门侍郎), kế vị tập tước Thừa Thị hầu (乘氏侯).
Trong nhà có 3 anh trai là Lương Ký, Lương Bất Nghi (梁不疑) cùng Lương Mông (梁蒙); ngoài ra bà còn 3 chị em gồm còn chị cả Lương Điền (梁田), em gái Lương Nữ Oánh cùng Lương A Trọng (梁阿重). Từ nhỏ, Lương Nạp giỏi về làm nữ công, yêu thích đọc sách sử, khi 9 tuổi đã ngâm nga Luận ngữ, nghiên cứu Kinh Thi, đại nghĩa trong sách đều có thể lĩnh hội được.
Tương truyền, Lương Nạp thường xuyên lấy "Liệt nữ đồ" mang theo bày biện bên cạnh, tự mình giám sát hành trạng. Lương Thương thấy con gái như vậy kinh ngạc, lén nói với các anh em của bà rằng:"Chúng ta theo nghiệp của tổ tiên, cứu tế Hà Tây, cứu được rất nhiều bá tánh. Dù Hoàng đế chưa từng hỏi qua, nhưng tích âm đức tất nhiên sẽ có điềm tốt báo đáp. Giả như may mắn ân huệ hậu thế, hoặc là sẽ khiến đứa nhỏ này thành người tôn quý!".

## Nhập cung Hán
Năm Vĩnh Kiến thứ 3 (128), Lương Nạp cùng cô cô được chọn vào dịch đình, lúc này bà chỉ 13 tuổi. Sau đó Hán Thuận Đế thấy bà vừa ý, phong làm Quý nhân.
Lương Quý nhân rất được sủng ái, thường được triệu hạnh vào hầu Thuận Đế trong tẩm điện, thế nhưng bà lại hay nói với Thuận Đế rằng:"Đế vương đem hạnh phúc ấm no ban bố thiên hạ, ấy mới là đức. Hậu phi noi theo Chung tư, không đố kỵ ân sủng hoặc cầu mong chuyên phòng, ấy mới là nghĩa. Hậu tự đông đảo, ấy mới là phúc của hoàng thất. Hy vọng Bệ hạ mưa móc đều rơi, để chúng tần phi đều hưởng phúc phận, đó mới là điều đúng đắn của quân vương, mà thiếp thân cũng không bị tội chuyên sủng đố kỵ!". Bởi vậy Hán Thuận Đế đối với Lương Quý nhân rất kính trọng.
Năm Vĩnh Kiến thứ 6, tức Dương Gia nguyên niên (131), ngày 28 tháng 1, quan viên đại thần tấu xin lập Lương Quý nhân làm Hoàng hậu, vì thế Lương Nạp ở Thọ An điện (壽安殿) tiến hành đại lễ lập Hậu.
Không như các Hoàng hậu trước đó, Lương hoàng hậu không chủ trương xen vào việc triều chính của Hán Thuận Đế. Lương hậu trời thông minh hiền huệ, biết rõ mình được lập nhờ vào đức độ, nên không dùng sự hống hách đàn áp cung tần, ngược lại lại càng cẩn trọng tỉ mỉ. Mỗi khi có nhật thực hay nguyệt thực, bà đều thay áo, kiểm điểm tội lỗi, vì khi ấy những hiện tượng này bị xem là tai dị, không may mắn. Việc này khiến Hán Thuận Đế càng tin tưởng bà và dòng họ bà, nên cha bà là Lương Thương nhanh chóng được thăng làm đại thần trong triều.
Thường Thị hầu Lương Thương là một vị quan thanh liêm, dưới quyền hạn của ông mọi việc kiện tụng, oan khuất đều được giãi bày, sau khi Lương hậu tiến cung đã được thăng đến chức Thị trung (侍中), kiêm Truân kỵ Giáo úy (屯骑校尉). Khi Lương hậu được lập Hậu, Lương Thương được ban Đặc tiến, sang năm bái Chấp kim ngô (执金吾). Năm Dương Gia thứ 2 (133), Thuận Đế muốn phong con trưởng của Lương Thương là Lương Ký - anh ruột của Lương hậu tước vị Tương Ấp hầu (襄邑侯), nhưng Lương Thương kiên quyết chối từ. Năm sau (134), Thuận Đế mệnh Lương Thương nhận chức Đại tướng quân (大将军), Lương Thương cáo bệnh không vào triều.
Năm Dương Gia thứ 4 (135), Hán Thuận Đế phái sứ giả đến tận phủ nhà họ Lương, Lương Thương mới miễn cưỡng nhậm chức. Sang năm, Phu nhân Âm thị qua đời, triều đình tặng làm Khai Phong quân (開封君), ban cho ấn tín cùng dây triện. Bản thân Lương Thương rất thận trọng, ông cho rằng vì có con gái làm Hoàng hậu, ông mới có thân phận ngoại thích được phong Đại tướng quân, nên hết sức khiêm nhường, cực lực tiến hiền tài phục vụ triều đình. Tuy nhiên, ông cũng là người khá nhu nhược, để con trai Lương Ký phán đoán gần hết sự việc, Lương Ký vốn kiêu ngạo và tàn độc, lại thù hằn rất dai, do duyên cố của gia tộc mà dần lên đến chức Chấp kim ngô khi còn rất trẻ.
Năm Vĩnh Hòa thứ 6 (141), Lương Thương qua đời, Hán Thuận Đế cùng Lương hậu đích thân tới dự tang nghi, ban cho 18 kiện phẩm khác nhau cùng tiền hai trăm vạn, bố ba ngàn thất. Khi lễ đưa ma diễn ra, Lương hậu đích thân đi tiễn, quan viên trong triều thương tiếc rất đông đảo, ông được ban thụy là Trung (忠). Sau khi Lương Thương mất, con trai Lương Ký lên thay chức vụ Đại tướng quân của ông. Từ đây, quyền hành đều rơi trong tay Lương Ký, em trai Lương Bất Nghi được phong làm Hà Nam doãn.

## Lâm triều xưng chế

### Thời kỳ Xung Đế và Chất Đế
Năm Kiến Khang nguyên niên (144), ngày 6 tháng 8, Hán Thuận Đế băng hà, năm 30 tuổi. Khi ấy, quốc gia đang có nạn ở Dương Châu cùng Từ Châu, Lương hậu sợ phát tang sẽ gây đại loạn, nên triệu Trung thường thị là Lý Cố (李固) thương nghị. Lý Cố quả quyết nên phát tang, tránh làm việc như An Tư Diêm hoàng hậu khi xưa, Lương hậu nghe theo nên cho phát tang ngay trong đêm. Lương hậu không có con, do vậy lập Lưu Bỉnh là con của Ngu mỹ nhân nối ngôi, tức Hán Xung Đế. Hoàng đế chỉ mới 1 tuổi, nên Lương hậu trở thành Hoàng thái hậu. Do Xung Đế lên ngôi năm 2 tuổi, Lương Thái hậu lâm triều thực hiện nhiếp chính. Hoàng thái hậu mệnh Đại tướng quân Lương Ký, với Thái úy Lý Cố cùng Thái phó Triệu Tuấn (赵峻) 3 người tổng lãnh sự vụ triều đình.
Lương Thái hậu nắm đại quyền nhiếp chính, bà tỏ ra là người uyên bác khi tin tưởng nhiều đại thần trụ cột liêm chính, khiến nền chính trị nhà Hán yên ổn. Tuy nhiên, bà cũng trọng dụng anh trai là Lương Ký, người mà chỉ lợi dụng địa vị của bà để trục lợi cho riêng mình. Lương Ký chức vụ Đại tướng quân quyền to, lại là anh trai của Hoàng thái hậu nên rất chuyên quyền, với sự độc đoán đó ông còn gạt Lương Thái hậu qua một bên, tự mình mở ra một thời kỳ ngoại thích họ Lương nắm đại quyền.
Hán Xung Đế ở ngôi chỉ được một thời gian thì lâm trọng bệnh. Lương Thái hậu biết Hoàng đế sẽ không qua khỏi, bèn cùng anh trai Lương Ký quyết định triệu tập cháu 4 đời của Hán Chương Đế là Thanh Hà vương Lưu Toán (劉蒜) cùng con của Bắc Hải vương Lưu Hồng (劉鴻) là Lưu Toản (劉纘) về Lạc Dương. Năm Vĩnh Hy nguyên niên (145), ngày 6 tháng 1, Xung Đế băng thệ, năm 3 tuổi. Các đại thần như Thái úy Lý Cố khuyên nên lập Thanh Hà vương kế vị, nhưng Lương Ký chủ trương lập Lưu Toản vì Lưu Toản còn nhỏ, như thế sẽ có lợi cho họ Lương khống chế triều đình. Ngày 18 tháng 1, Lương Ký cầm cờ Tiết, lấy xa Vương Thanh nghênh đón Lưu Toản mới 8 tuổi nhập Nam Cung. Cùng ngày 19 tháng 1, phong Lương Toản làm Kiến Bình hầu (建平侯), sau tức Hoàng đế vị, sử gọi Hán Chất Đế. Lương Thái hậu lại nắm quyền nhiếp chính.
Thuận-Xung nhị Đế lần lượt qua đời, Dương Châu cùng Từ Châu liên tục sinh biến, Lương Thái hậu toàn gặp chuyện không may nên tâm tình dao động, bà ủy thác toàn bộ công việc triều chính cho Tam vị phụ chính đại thần, trong đó Thái úy Lý Cố là người được bà tín nhiệm nhất, mỗi khi ông ta đưa ra kiến nghị thì bà đều tiếp thu, do có Lý Cố gánh vác mà tình hình trong nước rất tiến triển. Phàm là những quan lại làm chuyện ác, Lý Cố đều trừng trị cả, tông miếu và xã tắc an ninh. Đại tướng quân Lương Ký đối với việc này rất bất mãn, vì em gái cùng người mà ông ta không ưa đều liên kết lại để khống chế quyền lực của ông. Khi đó, Hán Xung Đế qua đời, tang nghi chưa định thế nào việc xây cất lăng tẩm, Lý Cố khuyên Thái hậu nên theo Khang lăng của Hán Thương Đế khi xưa để tiết kiệm quốc khố, Lương Thái hậu cũng đáp ứng. Lý Cố nắm quyền, từng bước bãi miễn một lượng lớn quan chức hơn 100 người, bọn họ cực hận Lý Cố, đều quay ra theo phe cánh Lương Ký để chống lại Lý Cố, đều viết thư nặc danh kể tội Lý Cố. Lương Ký đem những lá thư ấy trình lên Lương Thái hậu, nhưng bà kiêng quyết không nghe theo anh trai mà bảo vệ Lý Cố. Thế nhưng, Lương Thái hậu tâm tính cũng dễ mềm lòng, bà không có biện pháp ngăn chặn Lương Ký, lại quá tin dùng các hoạn quan, những tay chân do anh trai bà thu dụng, nên sĩ phu thiên hạ đối với Lương Thái hậu cũng có phần thất vọng.
Hán Chất Đế tuy nhỏ tuổi nhưng khá thông minh. Biết sự chuyên quyền của Lương Ký, ông từng chỉ tay vào mặt Ký nói trước mặt quần thần:"Ngươi là ông tướng ngang ngược!". Lương Ký nghe vậy rất tức giận, âm mưu trả thù. Năm Bản Sơ nguyên niên (146), tháng 6, Lương Ký sai người đầu độc vào bát mỳ nước rồi dâng cho Chất Đế ăn. Khi dược tính phát tác, Chất Đế khó chịu lắm, phái người cấp tốc truyền triệu Lý Cố. Khi Lý Cố đến, đi đến ngự sàn hầu Chất Đế, dò hỏi nguyên nhân. Chất Đế khi ấy còn gượng được, nói:"Trẫm ăn qua bát canh, bụng khó chịu, cho Trẫm uống nước có thể khỏi". Lương Ký ở ngay bên cạnh liền nói:"Bây giờ cho uống nước, có thể nôn mửa". Khi dứt câu, Chất Đế giá băng. Lý Cố khóc rống lạy Chất Đế. Lương Ký sợ sự việc bại lộ, nên rất thống hận Lý Cố lắm.

### Tôn lập Hán Hoàn Đế
Năm Bản Sơ nguyên niên (146), tháng 6, Hán Chất Đế bị giết hại, năm đó 9 tuổi. Trước đó, Lương Thái hậu vào đầu năm ấy, mùa xuân đã triệu Lễ Ngô hầu Lưu Chí về Lạc Dương. Lưu Chí là tằng tôn của Hán Chương Đế, cháu nội Hà Gian Hiếu vương Lưu Khai (劉開) và là con của Lễ Ngô hầu Lưu Dực (劉翼); Lương Thái hậu dự định gả em gái Lương Nữ Oánh cho Lưu Chí để tăng quan hệ hôn nhân, nào ngờ Lương Ký lại đột ngột độc chết Hán Chất Đế.
Sau khi Hán Chất Đế giá băng, Thái úy Lý Cố, Tư đồ Hồ Quảng (胡廣) cùng Tư không Triệu Giới (赵戒) viết thư báo cho Lương Ký, ông ta liền triệu tập Tam công, các Liệt hầu hưởng 2.000 thạch thực ấp cùng chúng quan viên thương nghị chọn người kế vị. Đám người Lý Cố đề nghị Thanh Hà vương Lý Toán (劉蒜) kế vị, còn Lương Ký đòi lập Lễ Ngô hầu Lưu Chí, ý kiến này liền bị bãi bỏ. Lương Ký giận mà không có lý do, đương đêm về phủ thì gặp Trung thường thị Tào Đằng bất mãn với Lưu Toán, nên hiến kế cho Lương Ký áp chế các quan viên. Ngày hôm sau, Lương Ký đem binh sĩ bao vây điện nghị sự, khiến cả phe của Lý Cố cũng hoảng sợ, không thể không đồng ý lập Lưu Chí. Lương Ký vào cung nói với Lương Thái hậu, vốn là Lương Thái hậu biết chuyện Lương Ký độc chết Chất Đế nhưng không thể để lộ ra, cũng không thể kết tội chính anh trai mình, Lương Thái hậu nghe theo Lương Ký để bảo toàn gia tộc, lập Lễ Ngô hầu Lưu Chí đăng vị, tức Hán Hoàn Đế. Lương Thái hậu tiếp tục lâm triều.
Năm Kiến Hòa nguyên niên (147), Hán Hoàn Đế lập Lương Nữ Oánh làm Hoàng hậu. Lương Ký cùng đợt được gia tặng thêm thực ấp 13.000 hộ, gia tăng số người được đề cử từ Đại tướng quân phủ, ngoài ra số quan lại phục vụ trong Đại tướng quân phủ cũng gia tăng hơn so với Tam công. Em trai Lương Bất Nghị được phong Dĩnh Âm hầu (潁暘侯), Lương Mông phong Tây Bình hầu (西平侯), con trai Lương Ký là Lương Dận (梁胤) cũng được phong làm Tương Ấp hầu (襄邑侯), mỗi tước có thực ấp 10.000 hộ.
Vào lúc này, thế lực của Lương Ký thực sự đã quá lớn, nên ông tìm cách giết Lý Cố. Cũng trong năm đó, có một đám Lưu Văn (劉文) ở Cam Lăng, Lưu Vị (劉鮪) ở quận Ngụy nổi lên tôn Lưu Toán làm Hoàng đế. Lương Ký nắm lấy thời cơ, đổ tội cho Lý Cổ dùng tà thuật phản loạn, giam vào ngục. Hoàng thái hậu Lương Nạp nghe trần tình của các môn sinh bảo vệ Lý Cố, nên phóng thích ông, khi ông ra khỏi tù thì đường sá hoan hô rung chuyển cả kinh sư. Lương Ký đối với việc này càng sợ, sau đó dùng hết mọi quan hệ và quyền lực bức chết Lý Cố trong tù.

## Hoàn chính và băng thệ
Năm Hòa Bình nguyên niên (150), ngày 20 tháng 2, Lương Thái hậu bệnh tình nghiêm trọng, vì thế cưỡi liễn xe đến Tuyên Đức điện, triệu kiến các quan lại trong triều cùng với các thành viên trong gia tộc Lương thị đến để tuyên bố hoàn chính cho Hán Hoàn Đế. Bà hạ chiếu thư nói:
| “                                         | 朕素有心下结气，从间以来，加以浮肿，逆害饮食，浸以沉困，比使内外劳心请祷。私自忖度，日夜虚劣，不能复与群公卿士共相终竟。援立圣嗣，恨不久育养，见其终始。今以皇帝、将军兄弟委付股肱，其各自勉焉。 . Ta vốn có bệnh tồn khí huyết, ngày gần đây tới nay, liên tục sưng phù, không thể ngự thiện, dần dần không tốt, khiến cho các cung nhân lao tâm ngày đêm thỉnh cầu nguyện. Ta chính mình suy đoán, biết rõ ngày càng suy yếu, không thể cùng chư vị đại thần phù tá Hoàng đế. Tuy đã lập Tự Hoàng đế, thừa kế đại thống, nhưng không ở bên cạnh Hoàng đế lâu hơn một chút để bỏ công giáo dưỡng, tiếc thay khi không thể thấy ngày ngài trở thành minh quân. Hiện tại, ta đem Hoàng đế, Đại tướng quân Lương Ký cùng các tử đệ trong gia tộc họ Lương phó thác cho các khanh. Khải vọng các khanh chiếu cố. | ” |
| — Chiếu thư hoàn chính của Lương Thái hậu | |   |

Ngày 22 tháng 2 năm ấy, Hoàng thái hậu Lương thị băng hà, tại vị 19 năm, chung niên 35 tuổi, thụy hiệu là Thuận Liệt hoàng hậu (顺烈皇后). Tháng 3 năm ấy, hợp táng cùng Hán Thuận Đế vào Hiến lăng (憲陵).
Đại tướng quân Lương Ký tuy không còn Lương Thái hậu hậu thuẫn, nhưng vẫn còn em gái là Lương hoàng hậu trong cung nên Hán Hoàn Đế vẫn không thể tự tiện áp chế được, ông vì thế càng hống hách và khinh thường Thiên tử. Năm Diên Hi thứ 2 (159), Hoàng hậu Lương Nữ Oánh đột ngột qua đời. Hán Hoàn Đế như chờ thời cơ, sai người bắt Lương Ký cùng anh em họ Lương khác. Gia tộc họ Lương danh giá đều bị xử tử, chấm dứt thế lực ngoại thích họ Lương chuyên quyền gần hơn 20 năm.